# دونالد جورج
دونالد جورج (بالإنجليزية: Donald George)‏ هو مغني أوبرا أمريكي، ولد في 13 سبتمبر 1955.

## وصلات خارجية
- دونالد جورج على موقع ميوزك برينز (الإنجليزية)
- دونالد جورج على موقع أول ميوزيك (الإنجليزية)
- دونالد جورج على موقع ديسكوغز (الإنجليزية)